# Orlando di Lasso
Orlando di Lasso (também Orlandus Lassus, Orlande de Lassus, Roland de Lassus, ou Roland Delattre) nasceu em 1532 (possivelmente em 1530) e morreu no dia 14 de junho de 1594 foi um compositor franco-flamengo de música renascentista. Junto com Palestrina (da escola romana), é considerado hoje o maior representante do estilo polifônico maduro da escola franco-flamenga, e era um dos músicos mais famosos e influentes na Europa no final do século XVI.

## Vida

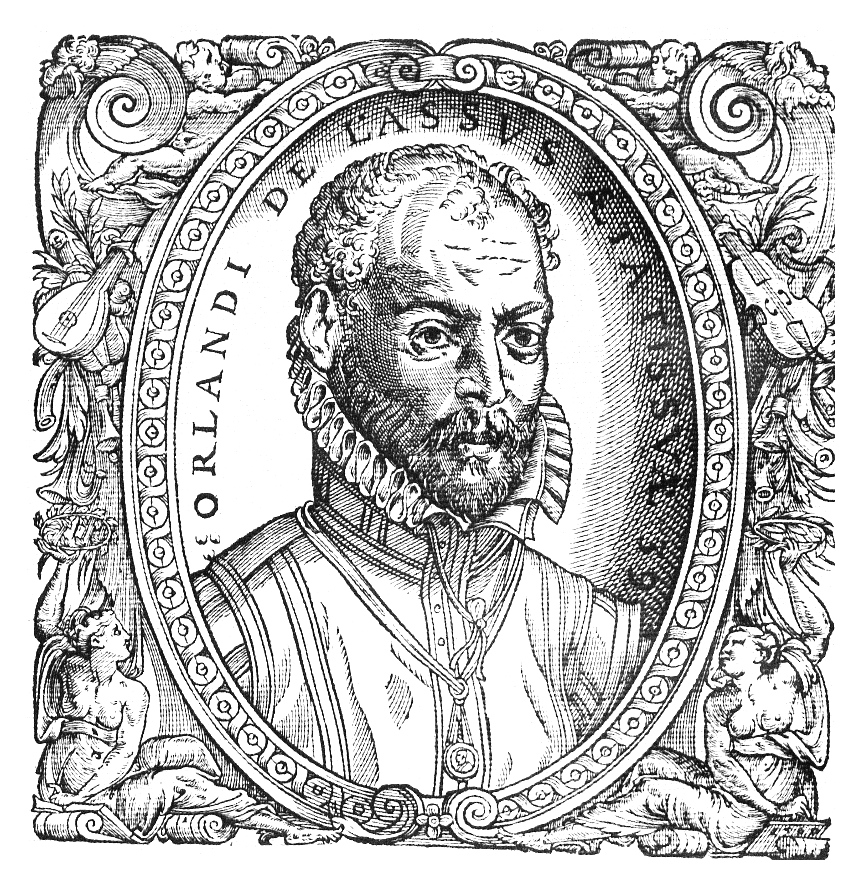
Compositor Orlando di Lasso

Ele nasceu em Mons, na província de Hainaut, no que hoje é a Bélgica. A informação sobre os seus primeiros anos é escassa, apesar de algumas histórias não confirmadas terem sobrevivido até nossos dias. A mais famosa delas conta que ele teria sido raptado três vezes por causa da beleza singular da sua voz. Quando tinha doze anos deixou os Países Baixos com Ferrante Gonzaga e foi para Mantua, Sicília, e mais tarde Milão (de 1547 a 1549). Enquanto esteve em Milão ele foi apresentado ao madrigalista Spirito l'Hoste da Reggio, uma influência considerável no estilo musical de suas primeiras obras.
Ele então trabalhou como cantor e compositor para Costantino Castrioto em Nápoles no começo da década de 1550, e seus primeiros trabalhos tem suas datas estimadas para esse período. Depois, mudou-se para Roma, onde trabalhou para Cosimo I de' Medici, Grão Duque da Toscana, que tinha uma casa lá; e em 1553, ele se tornou maestro di cappella da Basílica de São João de Latrão em Roma, um cargo espetacularmente prestigioso para um homem de apenas 21 anos de idade, mas ele ficou lá por apenas um ano (Palestrina ocupou esse cargo um ano depois, em 1555).
Nenhuma evidência sólida restou sobre o seu paradeiro em 1554, mas fontes contemporâneas têm afirmado que ele viajou pela França e Inglaterra. Em 1555 ele retornou aos Países Baixos e teve seus primeiros trabalhos publicados em Antuérpia (1555-1556). Em 1556 ele se juntou à corte de Alberto V da Baviera, que estava conscientemente tentando construir uma cena musical que rivalizasse com as maiores cortes da Itália; Lasso era um entre muitos holandeses a trabalhar lá e de longe o mais famoso. Ele evidentemente estava feliz em Munique e decidiu se estabelecer por lá. Em 1558 ele se casou com Regina Wäckinger, a filha de uma dama de honra da duquesa; eles tiveram dois filhos, ambos tornando-se compositores. Em 1563 Lasso havia sido apontado maestro di cappella, sucedendo Ludwig Daser no cargo. Lasso permaneceu no serviço de Alberto V e seu herdeiro, Guilherme V da Baviera, pelo resto de sua vida.

Pela década de 1560s, Lasso tinha se tornado bastante famoso, e muitos compositores passaram a ir a Munique para estudar com ele. Andrea Gabrieli foi em 1562, e possivelmente permaneceu na capela por um ano; Giovanni Gabrieli também possivelmente estudou com ele na década de 1570. Seu renome havia transbordado os círculos estritamente musicais, pois em 1570, o imperador Maximiliano II conferiu a ele um título de nobreza, algo raro para um compositor; O Papa Gregório XIII o sagrou cavaleiro; e, em 1571, e novamente em 1573, o rei da França, Carlos IX, convidou-o a visitá-lo. Alguns desses reis e aristocratas tentaram fazer com que saísse de Munique com ofertas mais atrativas, mas Lasso estava evidentemente mais interessado na estabilidade de sua posição e nas excelentes condições para a execução de sua música na corte de Alberto do que em ganhos financeiros. "Eu não quero deixar minha casa, meu jardim e as outras coisas boas de Munique", ele escreveu ao Duque da Saxônia, em 1580, depois de receber uma oferta para um cargo em Dresden.

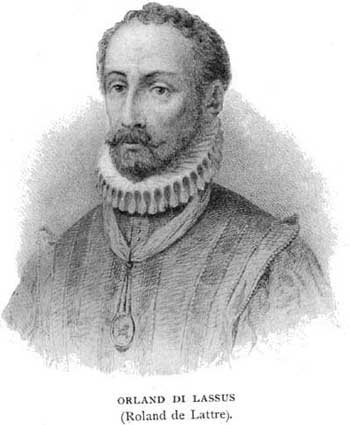
Orlando di Lasso (retrato idealizado).

No final dos anos 1570 e 1580, Lasso fez vária visitas à Itália, onde encontrou os estilos e tendências mais modernos. Em Ferrara, o centro da atividade avant-garde, ele sem dúvida escutou os madrigais compostos para a corte d'Este; no entanto, seu próprio estilo permaneceu conservador, tornando-se mais simples e mais refinado com o passar dos anos. Na década de 1590 a sua saúde começou a declinar, e ele visitou o médico Thomas Mermann para tratar uma doença que na época era denominada "melancholia hypocondriaca"; no entanto ele ainda pôde compor e viajar ocasionalmente. Sua última obra foi uma de suas melhores: uma séria sublime de vinte e um madrigali spirituali conhecidos como Lagrime di San Pietro ("Lágrimas de São Pedro"), que ele dedicou ao Papa Clemente VIII, e que foi publicada postumamente em 1595. Lasso morreu em Munique, no dia 14 de junho de 1594, no mesmo dia em que seu patrão havia dispensado seus serviços por razões financeiras; ele não chegou a ver a carta de demissão.

### Música Sacra
Lasso permaneceu católico convicto durante uma época de confronto religioso. A Reforma católica, que atingia seu ápice sob a influência jesuíta na Baviera no fim do século XVI, teve um impacto considerável nos trabalhos maduros de Lasso, que pode ser visto na música litúrgica para o Rito Romano, no enorme número de magnificats, na série do Saltério Católico de Ulenberg (1588), e especialmente no grande ciclo penitencial de madrigais espirituais, as 'Lagrime di San Pietro' (1594).